# ビクトリノックス
ビクトリノックス（Victorinox）は、スイスに本拠地を置きマルチツールの納入業者として知られているナイフ、腕時計メーカーである。社名は創業者カール・エルズナーの母親の名「ビクトリア」と、フランス語でステンレス鋼を表す略語「イノックス」の組み合わせである。
2005年に同業他社のウェンガーを吸収合併した。